# قادش برنیع

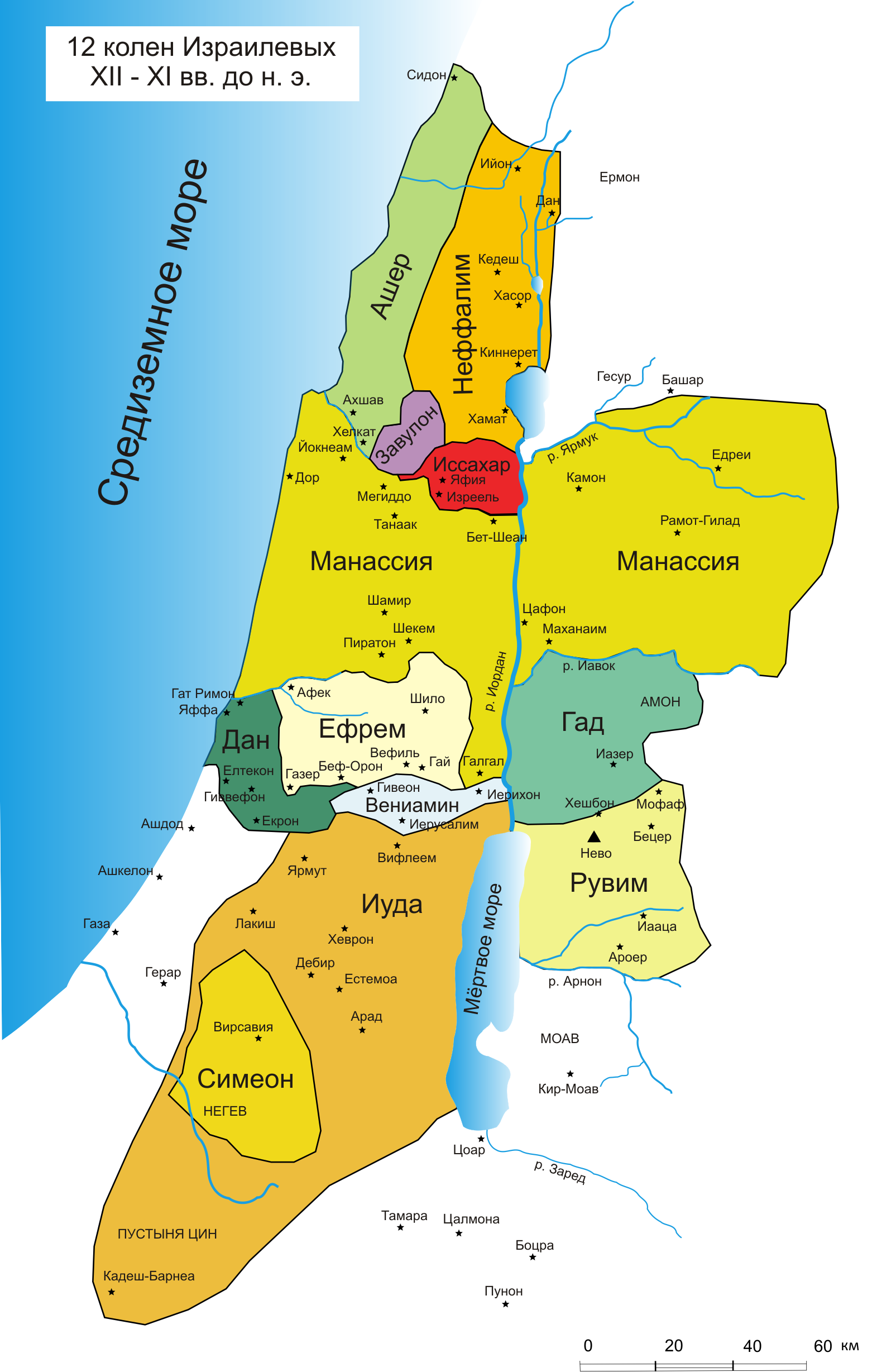
نقشه در شمال شرقی شبه جزیره سینا

قادش (عبری: קָדֵשׁ به معنی مقدس)یا قادش برنیع(קָדֵשׁ בַּרְנֵעַ به معنی بیابان مقدس آوارگی) مکانی در شمال شرقی شبه‌جزیره سینا و در جنوب بئرشبع و در مرز جنوبی سرزمین اسرائیل قدیم واقع شده است. قادش برنیع از شمال به نیجب واقع در صحرای سین و از جنوب به صحرای فاران سینا محدود می‌شود. در این بیابان بنی‌اسرائیل چهل سال سرگردان شدند.. آنان از قادش به فاران سفر می‌کردند و از آن‌جا به دریای سرخ بازگشتند. میریام(کُلثُم) خواهر موسی در قادش برنیع درگذشت و در همان‌جا به خاک سپرده شد. در این مکان، موسی از صخره برای بنی‌اسرائیل آب جاری کرد. همچنین در این سرزمین، موسی فرستادگانی به سوی پادشاه ادوم فرستاد تا از او اجازه بگیرد که بنی‌اسرائیل از قلمرو او عبور کنند؛ اما شاه ادوم درخواست او را نپذیرفت
در کتاب سفر اعداد شرح وقایع این مکان آمده است .